# 代特里耶
代特里耶（法語：Détrier，法語發音：[detʁije]）是法国萨瓦省的一个市镇，属于尚贝里区。

## 地理
代特里耶（45°26'43"N, 6°5'55"E）面积2.25 平方千米，位于法国奥弗涅-罗讷-阿尔卑斯大区萨瓦省，该省份为法国东部省份，历史上为薩伏依的一部分，北起上萨瓦省，西接伊泽尔省和安省，南部和东部与上阿尔卑斯省和意大利接壤。
与代特里耶接壤的市镇（或旧市镇、城区）包括：拉沙佩勒迪巴尔、勒穆塔雷、拉沙佩勒布朗什、维拉鲁、瓦尔热隆拉罗谢特。

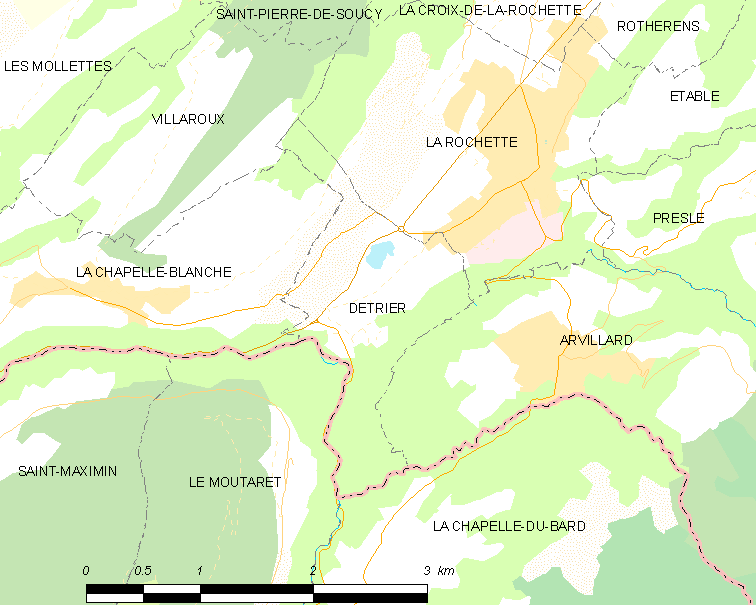
代特里耶的OSM定位图

代特里耶的时区为UTC+01:00、UTC+02:00（夏令时）。

## 行政
代特里耶的邮政编码为73110，INSEE市镇编码为73099。

## 政治
代特里耶所属的省级选区为蒙梅利扬县。

## 人口

1962-2008年间代特里耶人口变化图示

代特里耶于2022年1月1日时的人口数量为431人。